# Знаме на Санкт Петербург
Знамето на Санкт Петербург е официален символ на град Санкт Петербург като субект на Руската федерация.
То обозначава неговия конституционно-правен статус, културните постижения на Санкт Петербург и единството на неговите жители. Прието е на 8 юни 1992 г. и е вписано в Държавния хералдически регистър на Руската федерация с регистрационен номер 49.
Знамето на Санкт Петербург е правоъгълно, червено на цвят. В центъра са изобразени 2 пресичащи се котви – морска и речна, положени на кръст. През средата им минава златен скиптър с двуглав орел. Отношението между ширината и дължината е 2:3.